# Santo Augusto (ort)
Santo Augusto är en ort i Brasilien.   Den ligger i kommunen Santo Augusto och delstaten Rio Grande do Sul, i den södra delen av landet, 1 500 km söder om huvudstaden Brasília. Santo Augusto ligger 533 meter över havet och antalet invånare är 10 305.
Terrängen runt Santo Augusto är huvudsakligen platt. Santo Augusto ligger uppe på en höjd. Trakten runt Santo Augusto är nära nog obefolkad, med mindre än två invånare per kvadratkilometer.. Det finns inga andra samhällen i närheten.
Trakten runt Santo Augusto består till största delen av jordbruksmark.